# Holger Czukay
Holger Czukay (Ciudad libre de Dánzig (act. Gdansk), Polonia; 24 de marzo de 1938-Weilerswist, Alemania, 5 de septiembre de 2017) fue un músico y compositor polaco-alemán.

## Biografía
Czukay estudió con Karlheinz Stockhausen de 1963 a 1966 y fue miembro fundador del grupo de Kraut Rock Can en 1968. Czukay tocaba el bajo y realizó la mayoría de las grabaciones e ingeniería del grupo, aunque abandonó la formación en 1977, unos años antes de la disolución oficial de la banda.

## Discografía
En solitario:
- Canaxis (1969)
- Movies (1980)
- Biomutanten / Menetekel (como Les Vampyrettes con Conny Plank) (1981)
- On the Way to the Peak of Normal (1982)
- Der Osten Ist Rot (1984)
- Full Circle (1984) con Jah Wobble y Jaki Liebezeit
- Rome Remains Rome (1987)
- Plight and Premonition (1988) con David Sylvian
- Flux and Mutability (1989) con David Sylvian
- Radio Wave Surfer (1991)
- Moving Pictures (1993)
- Clash (1998) con Dr. Walker
- Good Morning Story (1999)
- La Luna (2000)
- Linear City (2001) con colaboraciones con Susanne Drescher, Per Odderskove, Ray Darr, Darren B. Dunn, Marc Uzan, Ola Norlander, Haki, U-She, Drew Kalapach, Michael Letourneau, Alan Evil from EFPR, Luca Kormentini, Andrew Paine (Boomboy), The Weeds of Eden, Michael Banabila, Dreamfluid, Beatsystem, Noiseman433, Dane Johnson, James Webb, Panoptic, 1605 Munro, Tom Hamlyn.
- The New Millennium (2003) con U-She

Con Can:
- Ver la discografía de Can (Holger no participa en el álbum Out of Reach)